# NGC 1940
NGC 1940 (również ESO 85-SC78) – gromada otwarta, znajdująca się w gwiazdozbiorze Złotej Ryby. Należy do Wielkiego Obłoku Magellana. Odkrył ją James Dunlop 6 listopada 1826 roku.